# Weinbau in Ägypten

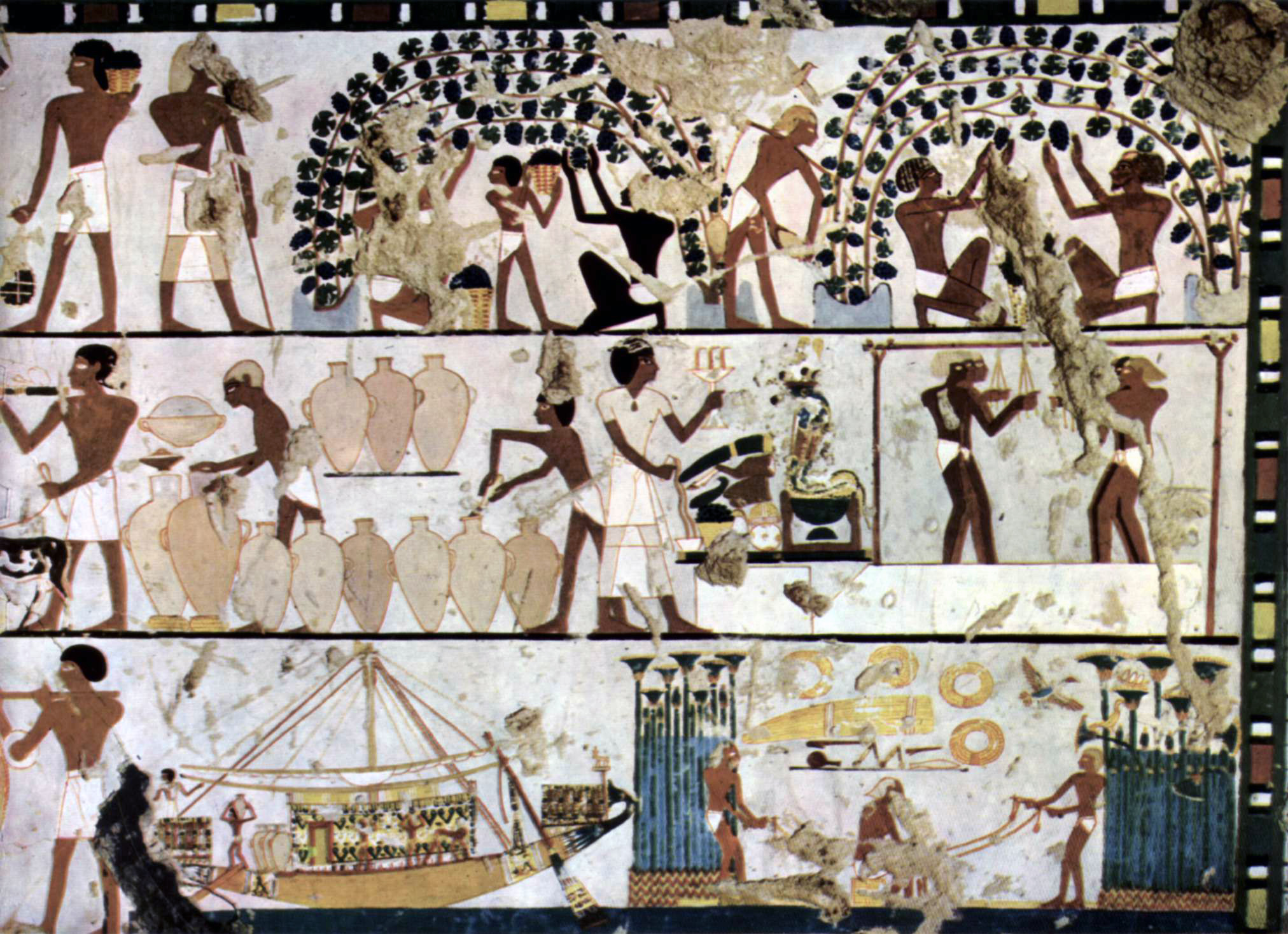
Darstellung des ägyptischen Weinbaus aus dem Grab TT261

Der Weinbau in Ägypten hat eine jahrtausendealte Tradition. Dies wird durch die Darstellung der Weinherstellung in verschiedenen Reliefen belegt.

## Antike
Einer der ersten ägyptischen Herrscher, Pharao Skorpion I., wurde um 3150 v. Chr. mit 700 Krügen Wein als Grabbeigabe beigesetzt. Dieser Wein war aus der südlichen Levante importiert worden, die zu dieser Zeit eine der bedeutendsten Anbauregionen für Wein war. Eine ägyptische Weinproduktion, die allerdings einen begrenzten Umfang hatte, ist ab 3000 vor Christus nachweisbar. Für sein leibliches Wohl im Jenseits wurde dem Pharao Tutanchamun (um 1350 v. Chr.) auch Wein in Krügen mit in sein Grab (KV62) gegeben, von denen 26 erhalten waren. Auf diesen sind das Weingut, oft sogar die Parzelle der Herkunft sowie der Winzer verzeichnet. So ist beispielsweise auf dem Krug mit der Fund-Nr. 571 (Ägyptisches Museum Kairo JE 62307), die Inschrift „Süßwein des Hauses Aton aus Karet, Kellermeister Ramose“ zu lesen. 23 Krüge enthielten Weine aus den Jahren 4, 5 und 9 der Herrschaft Tutanchamuns.
In der römischen Zeit Ägyptens wurden große Mengen Wein nach Rom exportiert.

## Neuzeit
Heute wird Wein auf etwa 57.000 Hektar Fläche vor allem zur Erzeugung von Tafeltrauben angebaut. Ursache ist, dass Moslems der Konsum von Alkohol verboten ist. Lediglich die ethnisch-religiöse Minderheit der christlichen Kopten trinkt Wein, insbesondere auch zu liturgischen Zwecken. So beträgt die jährlich produzierte Menge, die hauptsächlich in verstaatlichten Weingütern produziert wird, lediglich 27.000 Hektoliter. Die bedeutendste Rebsorte ist Muscat d’Alexandrie. Ohne künstliche Bewässerung ist in Ägypten kein Weinanbau möglich.